# Penryn (Angleterre)
Pour les articles homonymes, voir Penryn (homonymie).
Penryn (Pennrynn en cornique, de Pen-Ryn, promontoire) est une paroisse civile et une ville des Cornouailles, Angleterre, Royaume-Uni.
Sa population est de 6 812 habitants en 2011. C'était un port important à l'époque médiévale par l'export du granit et de l'étain.

## Géographie
La ville est située à l'ouest des Cornouailles, au sud-ouest de l'Angleterre. Elle se trouve à environ 1,5 km au nord-ouest de Falmouth.
Elle est traversée par la rivière Penryn dont l'embouchure qui forme un estuaire se jetant dans la baie de Falmouth.

## Économie
L'entreprise Allen & Heath est basée dans la ville.  Elle est spécialisée dans la fabrication de tables et consoles de mixage.

## Personnalités liées à la ville
- Jonathan Hornblower (1753-1815), pionnier britannique de la machine à vapeur, y est mort ;
- Peter Mundy (1600-1667), voyageur britannique, y est né ;
- Vic Roberts (1924-2004), joueur de rugby anglais, y est né.

## Jumelage
- Audierne (France) depuis 1979[1]